# Lothar von Kunowski
Lothar von Kunowski (* 8. Dezember 1866 in Ober-Wilkau bei Namslau, Provinz Schlesien; † 12. Januar 1936 in Düsseldorf) war ein deutscher Maler.

## Leben
Lothar von Kunowski, ein Direktorensohn aus Breslau, besuchte die Lateinschule in Halle, absolvierte zunächst ein wissenschaftliches Studium, anschließend eine künstlerische Ausbildung an den Akademien in Breslau und München, wo er sich 1895 als Schüler der Malschule Marr immatrikulierte.
Anfang des 20. Jahrhunderts betrieb er eine private Kunstschule in Berlin und schrieb Bücher über Kunst und Techniken für Kunstschüler.
Im Jahre 1909 wurde Kunowski Professor und Leiter des staatlichen Zeichenlehrerseminars an der Kunstgewerbeschule Düsseldorf, die 1919 in der Kunstakademie Düsseldorf aufging.
Nach dem Weggang von Berlin gründete Heinrich Richter-Berlin eine Malschule an gleicher Adresse und vermittelte dort das System L. v. Kunowski weiter.
Er war mit der Künstlerin Gertrud von Kunowski (* 1877; † 1960) verheiratet, die an mindestens zwei seiner programmatischen Buchveröffentlichungen beteiligt war.
Er publizierte Durch Kunst zum Leben und Unsere Kunstschule. Durch Kunst zum Leben bestand aus mehreren Einzelbänden, von denen die ersten beiden die Titel Gesetz Freiheit und Sittlichkeit des künstlerischen Schaffens und Ein Volk von Genies trugen. Diese beiden Bücher wurden von Rudolf Steiner in den Mitteilungen aus dem Verein zur Abwehr des Antisemitismus 1901, II. Jahrgang, Nr. 52, rezensiert. Steiner hielt vieles in diesen Schriften für unreif und nichts für neu erdacht, fand jedoch den Idealismus, der sich darin aussprach, „im höchsten Maß erfrischend.“ Hatte Kunowskis erstes Werk noch zur Verbreitung von Volks- und Rassenantipathien missbraucht werden können, so stellte Steiner jetzt zufrieden fest, dass der Autor sich z. B. dezidiert gegen den Antisemitismus aussprach und alle Völker zum Kunstschaffen aufrief – wenn auch unter der Ägide der Deutschen, wie er mit einem Kunowski-Zitat belegte: „Wir Deutschen sind bestimmt, daß wir die Form der umzubildenden Welt allen Völkern vorbehalten, sie alle herbeirufen, das Werk durchzuführen, vornehmlich die Romanen und Semiten, denen wir Unendliches verdanken, mit denen wir, im Unendlichen einig, auch die Endlichkeit des Irdischen gemeinsam erweitern werden. In dieser liebevollen Gerechtigkeit liegt die Zukunft des Deutschen, liegt sein Weltreich geborgen, seine Verjüngung zu einem neuen Menschen, zu einem neuen Volk.“
Kunowski äußerte sich auch programmatisch zu Gebrauchsgegenständen, etwa dem Telefon: „Der Besitzer des Telefons oder eines Telegraphen wird zum sinnlosen Schwätzer werden, wenn nicht die kunstvolle Gestalt dieser Apparate oder ihrer Umgebung ihn zwingen, ihnen nur würdige Dinge anzuvertrauen“.

## Schüler

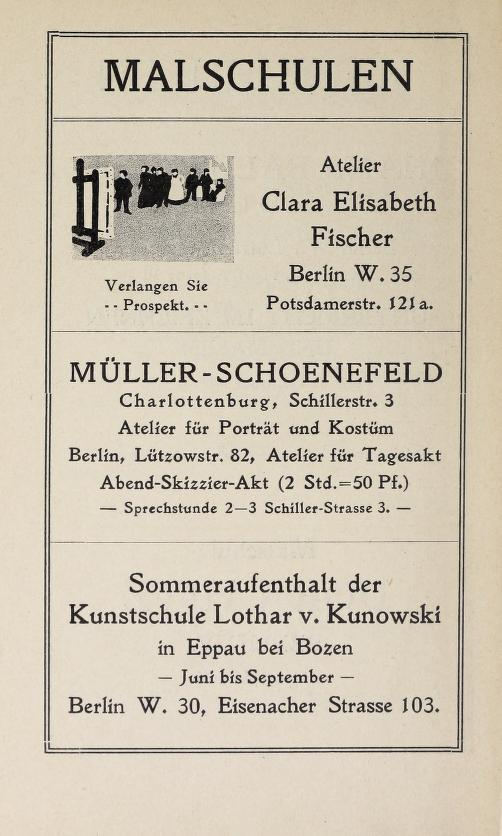
Sommerschule in Eppan (1909)

Zu Lothar von Kunowskis Schülern gehörten Gerd Arntz, Otto Freundlich, Heinrich Kamps, Lothar Homeyer, Anton Lamprecht, Robert Pudlich, Heinrich Richter-Berlin, Kurt Hermann Rosenberg (1884–1975), Arnold Topp, Werner Vogel, Albert Wigand, John Dähmcke, Anton Räderscheidt und Gerta Overbeck.

## Bibliographie

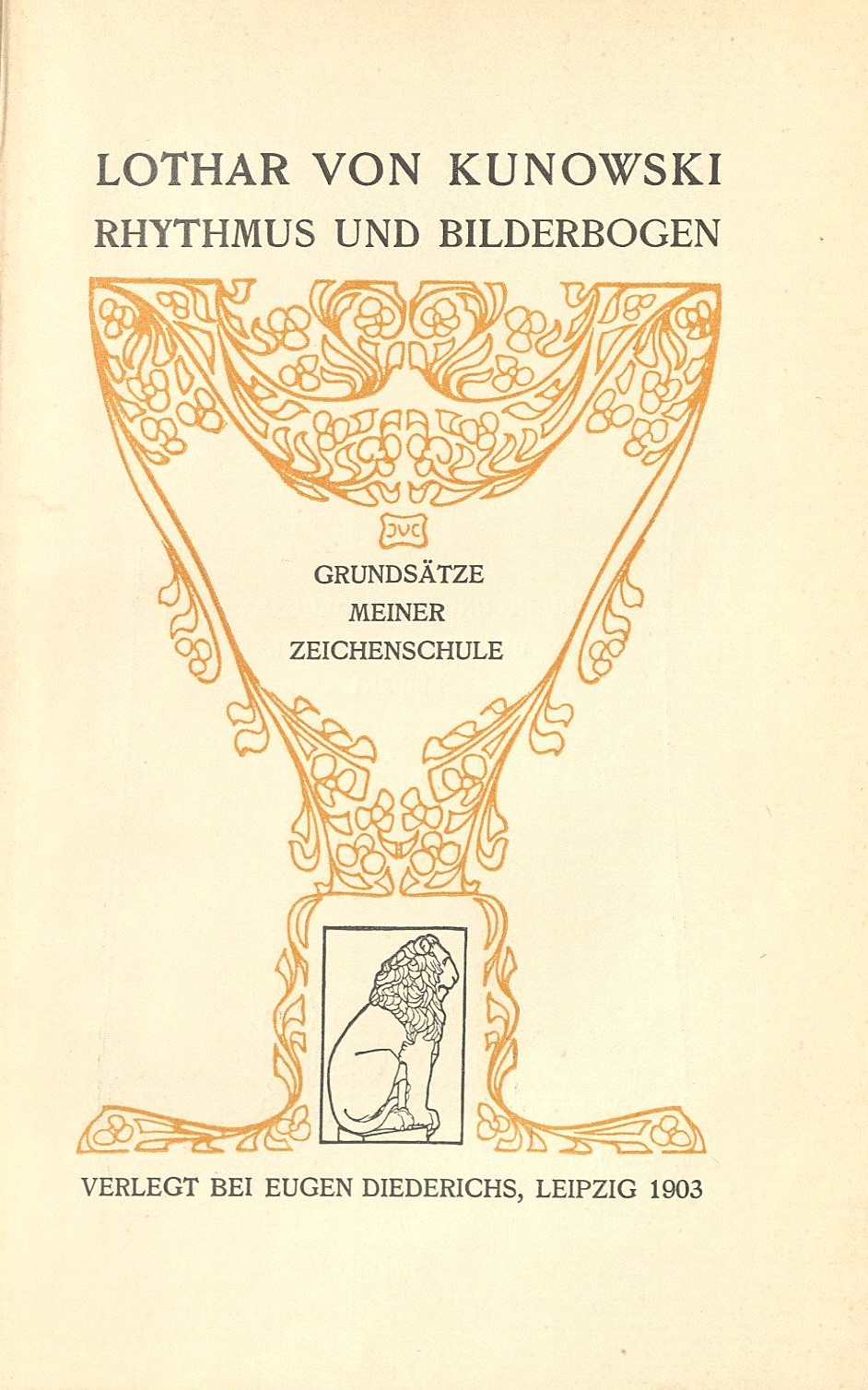
Rhythmus und Bilderbogen (1903), mit Buchschmuck von Johann Vincenz Cissarz

- Durch Kunst zum Leben. Bände 1–8. Eugen Diederichs Verlag, Jena DNB 998359300
  - Band 1: Gesetz, Freiheit und Sittlichkeit des künstlerischen Schaffens. 220 Seiten. Diederichs, Leipzig 1901 DNB 998359424
  - Band 2: Ein Volk von Genies. Jena 1901
  - Band 3: Schöpferische Kunst. Diederichs, Leipzig 1902
  - Band 4:
  - Band 5: Licht und Helligkeit. Zusammen mit Gertrud von Kunowski.[18] 390 Seiten. 8 Tafeln. Diederichs, Jena 1906. DNB 99835936X
  - Band 6:
  - Band 7: Rhythmus und Bilderbogen. Grundsätze meiner Zeichenschule. Eugen Diederichs Verlag, Leipzig 1903
  - Band 8:
- Unsere Kunstschule. Zusammen mit Gertrud von Kunowski. 218 Seiten. Dr. Albrecht von Kunowski, Verlag für Nationalstenographie, 1910
- Orpheus : Philosophie der Kunst und Kunsterziehung. Diederichs, Jena 1925
- Die Kunsthochschule. Einführung in Lehrgang und Ziele. Verlag der staatlichen Kunstakademie zu Düsseldorf, Düsseldorf 1929